# Powiat suski (województwo olsztyńskie)

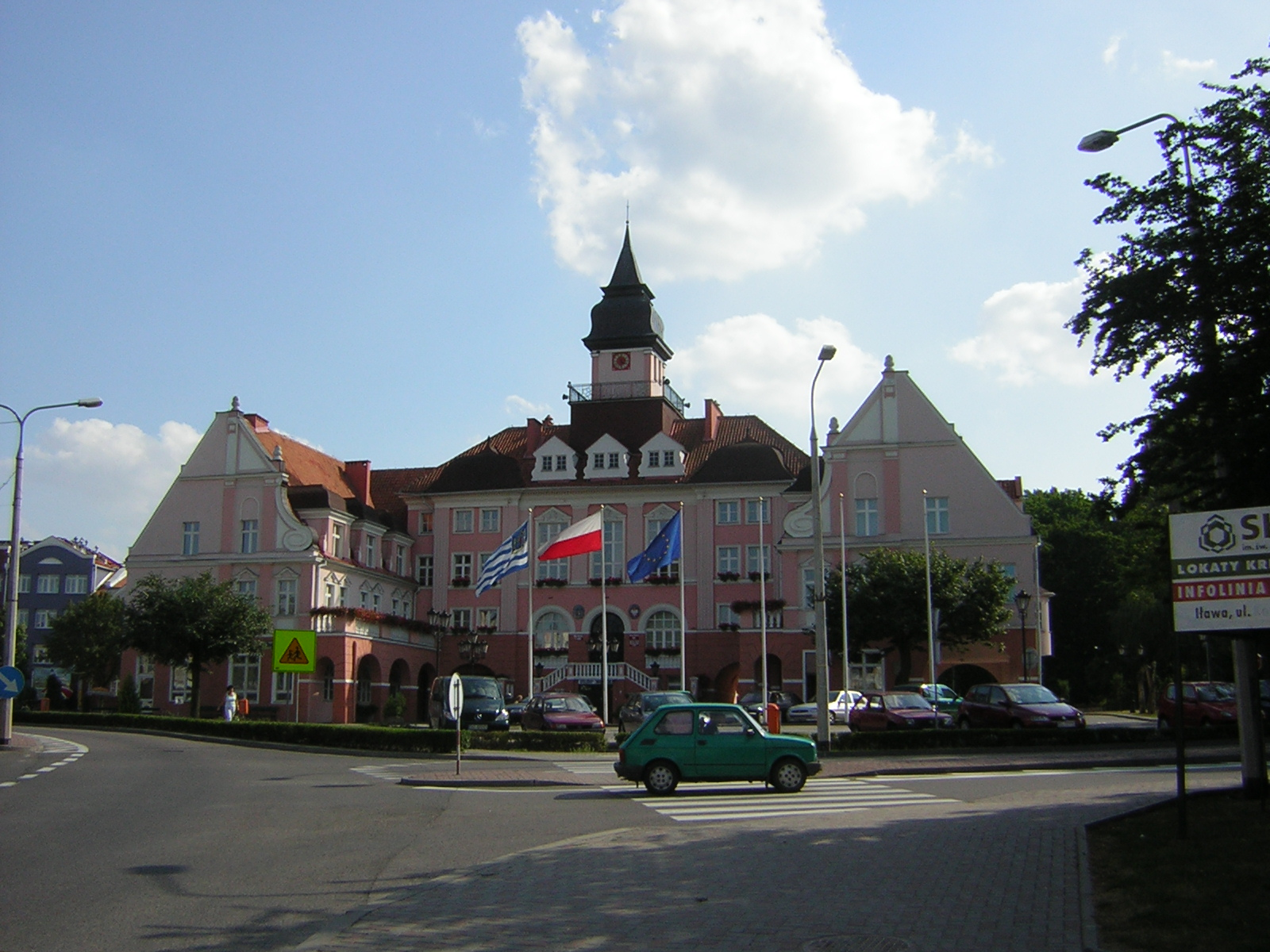
Ratusz w Iławie

Powiat suski – dawny powiat, początkowo ze stolicą w Suszu, a następnie w Iławie, istniejący na terenie Polski w latach 1945–1958 (de facto do 1975, po przemianowaniu na powiat iławski) na terenie obecnych powiatów: iławskiego, nowomiejskiego (woj. warmińsko-mazurskie) i kwidzyńskiego (woj. pomorskie). Nazwa powiatu pochodzi od miasta Susz.
Powiat suski powstał w XIX wieku, kiedy to Susz awansował do rangi miasta powiatowego. Po 11 listopada 1918 roku Susz pozostał siedzibą powiatu, jednakże w latach 30. najważniejszym jego miastem była Iława. Tam też 14 sierpnia 1946 roku (na skutek 60% zniszczeń Susza) przeniesiono stolicę powiatu.
1 sierpnia 1946 roku prawa miejskie utraciły dwa miasta na terenie powiatu: Kisielice i Biskupiec. Tak więc, według podziału administracyjnego z 1 lipca 1952 roku powiat suski składał się z 3 miast oraz 6 gmin i 47 gromad (wsi):
- miasta: Iława, Prabuty, Susz
- gminy: Gdakowo (7 gromad), Iława (8), Jędrychowo (12), Kisielice (11), Klimy (11), Piotrkowo (6), Różnowo (9) i Rudzienice (13).

Jednostka o nazwie powiat suski istniała do końca 1958 roku. Na mocy rozporządzenia Rady Ministrów z 15 grudnia 1958, powiat suski przemianowano na powiat iławski z dniem 1 stycznia 1959. Przyczyną zmiany były dążenia do ustalania nazw powiatów od ich siedzib; w 1956 roku powstał też jednoimienny powiat suski w woj. krakowskim. Powiat iławski (nadal z siedzibą w Iławie) funkcjonował aż do reformy administracyjnej w 1975 roku, powracając z dniem 1 stycznia 1999 jako jeden z powiatów nowego województwa warmińsko-mazurskiego.